# Johann Jacob Bach
Johann Jacob Bach (1682 -1732) fue un oboísta alemán.
Hijo de Johann Ambrosius Bach y hermano de Johann Sebastian Bach, nació en Eisenach. Después de sus estudios en su ciudad natal, fue oboísta en la banda municipal, y luego entró al servicio de la banda militar de la Armada Sueca del Carlos XII de Suecia en 1704. Por este viaje, Johann Sebastian escribió su conocido Capricio sopra la lontananza del suo fratello dilettissimo BWV 992 (Capricho sobre la distancia de su hermano queridísimo) o (la despedida del querido hermano).
Participó en la batalla de Poltava (1709), y se perfeccionó con el flautista francés Pierre-Gabriel Buffardin en Constantinopla. Desde 1713 hasta su muerte en 1732 prestó servicio en la capilla de la corte de Estocolmo.